# Torricella-Taverne
Torricella-Taverne és un municipi del cantó de Ticino (Suïssa), situat al districte de Lugano.

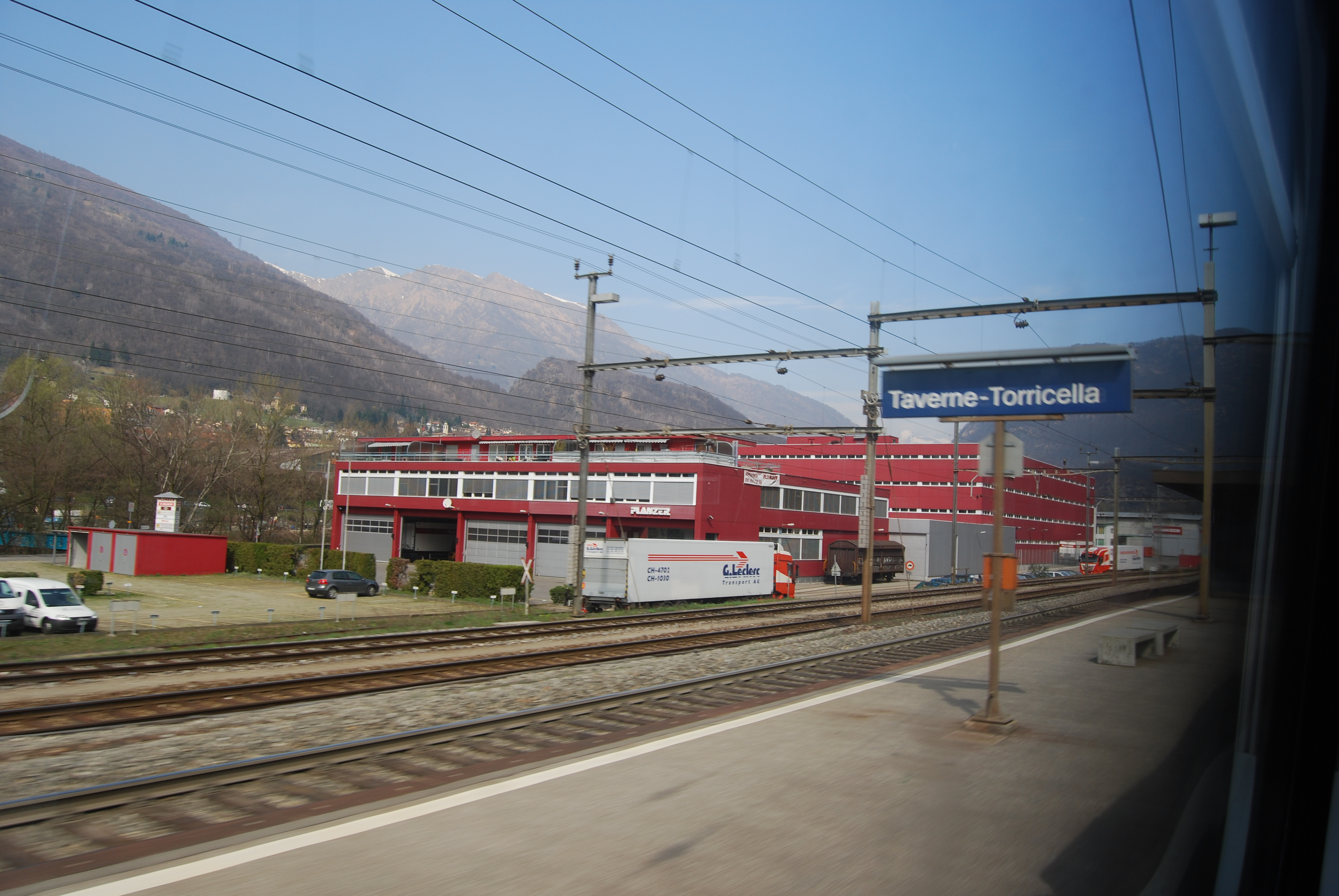
Torricella-Taverne